# Bibliothèque patrimoniale et d'étude
La Bibliothèque patrimoniale et d’étude de Dijon (BPE) est une bibliothèque municipale classée, située au 3 rue de l’École-de-Droit à Dijon. Héritière à la fois de l’ancienne bibliothèque des Jésuites et des confiscations révolutionnaires, elle conserve des collections riches et variées, comprenant des monographies, manuscrits, incunables, livres d’artistes, estampes, photographies, affiches, cartes, et bien d’autres documents. Elle a pour mission la conservation, la mise à disposition et la valorisation de ce patrimoine écrit. La BPE est ouverte à tous les publics, qu’il s’agisse de chercheurs, d’étudiants ou d’amateurs de lecture. Elle fait aujourd’hui partie du réseau des bibliothèques municipales de Dijon, qui compte huit établissements répartis sur l’ensemble du territoire communal.

## Historique

### Fondation du Collège des Godrans
En 1581, Odinet Godran, président du Parlement de Bourgogne, fait don de son hôtel particulier aux Jésuites pour la fondation d'un collège. Les premiers membres de la Compagnie de Jésus s'installent en septembre 1581. Une première campagne de travaux débute vers 1585 sous l'impulsion du duc de Mayenne et de son architecte resté anonyme.
La tentative d'assassinat du roi Henri IV, survenue en 1594, entraîne le bannissement des Jésuites du royaume de France, ce qui interrompt brutalement les activités du collège. Les Jésuites ne reviennent qu'en décembre 1603, lorsque l'interdiction est levée par le roi. Les travaux reprennent alors activement.
L'architecte Étienne Martellange, inspecteur des ouvrages de la Compagnie de Jésus, est chargé de poursuivre l'édification du collège. Il s'appuie sur les plans de son prédécesseur et entame notamment la construction de la chapelle conçue pour répondre aux besoins spirituels des élèves et des enseignants. Sa construction dure une vingtaine d'années et la chapelle est consacrée le 15 août 1617 par l'évêque de Langres, Sébastien Zamet.
Rapidement, les Jésuites établissent une bibliothèque qui s'enrichit progressivement au fil des décennies. Entre 1654 et 1657, grâce à un don de 500 livres de l'intendant de Bourgogne Louis Laisné, une galerie de 28,90 mètres de long sur 4,50 mètres de large est aménagée sous les combles pour accueillir l'ensemble des collections. Cette salle dite « des devises », abrite alors la bibliothèque privée du collège.

### Naissance de la bibliothèque publique
Bien avant la Révolution française, les Jésuites possèdent déjà une importante bibliothèque privée au sein du Collège. Elle est enrichie dès 1632 par Bernard Martin, seigneur de la Outre qui fait don de sa propre collection. Seulement, la bibliothèque n'est alors accessible qu'à un nombre restreint de personnes autorisées par le recteur. 
Une seconde bibliothèque s'installe dans l'établissement en 1701. Pierre Fevret, premier conseiller clerc au Parlement de Bourgogne, lègue sa bibliothèque personnelle au collège. Il précise dans son testament que cette collection doit être accessible au public deux jours par semaine : le mardi et le jeudi. Il accompagne ce legs d'une rente annuelle de 120 livres destinée à l'entretien et à l'enrichissement régulier de la bibliothèque. Ce geste marque la naissance de la première bibliothèque publique de Dijon.
Après l'expulsion des Jésuites en 1763, la Ville de Dijon prend en charge l'administration du Collège. L'abbé Boullemier, nommé bibliothécaire en 1764 décide de réunir les différentes collections en une seule bibliothèque accessible à tous. La salle des devises qui accueillait la bibliothèque privée étant trop exiguë, le bibliothécaire fait aménager une nouvelle salle conçue sur le modèle de la Bibliothèque royale. Elle est achevée en 1792 et porte aujourd'hui le nom de son fondateur : la salle Boullemier.

### De la confiscation révolutionnaire à la bibliothèque municipale
Le décret du 2 novembre 1789 place les biens de l’Église à la disposition de la Nation. Il concerne principalement les propriétés foncières, qui sont alors mises en vente, mais aussi les bibliothèques des communautés religieuses et des émigrés, dont les collections sont confisquées. Le collège des Godrans, nationalisé à cette période, devient un lieu de dépôt pour ces « livres nationaux », issus des bibliothèques saisies auprès des différents ordres religieux et des émigrés.
En 1795, le collège devient le siège de l’École centrale du département, qui prend le contrôle de la bibliothèque. À la suppression des écoles centrales, le décret impérial du 28 janvier 1803 transfère la gestion des bibliothèques aux municipalités. La bibliothèque de Dijon subit le même sort que les autres et devient ainsi municipale.
À  partir de 1804, Jean-Baptiste Toussaint est nommé bibliothécaire. Il exerce cette fonction jusqu'en 1848 et joue un rôle majeur dans l'enrichissement des collections. Il dresse un premier catalogue et obtient de nombreux dons de la part d'érudits locaux, comme Philibert Milsand, qui lègue un important ensemble de brochures dijonnaises et bourguignonnes.
À la fin du XXe siècle, la bibliothèque compte plus de 100 000 volumes. L'accroissement des collections rend nécessaire de nouveaux aménagements : les salles du Globe et du Tombeau sont alors créées dans la continuité de la salle Boullemier.

### Bibliothèque municipale: installation et donations
En 1829, l'ancien collège des Godrans accueille l’École normale d'instituteurs puis, en 1832, une école primaire supérieure, appelée « École préparatoire » y est greffée. La chapelle du collège est transformée en salle de classe pour l'école primaire devenue annexe de l’École normale. Cette dernière est transférée en 1883, libérant ses locaux au profit de la bibliothèque municipale et de plusieurs établissements scolaires.
En 1909, la bibliothèque municipale s'installe complètement dans l'ancienne chapelle, qui devient la salle de lecture après quelques travaux menés par l'architecte Paul Deshérault et conservateur Charles Oursel.
Durant le XXe siècle, les collections continuent de s'enrichir, à la fois par des acquisitions mais aussi par le biais d'importantes donations. Parmi celles-ci figure celle de Jules Legras, universitaire à Dijon, qui lègue un fonds thématique conséquent dédié aux pays de l'Est, notamment à la Russie. En 1971, Henri Breuil, chocolatier dijonnais et bibliophile, fait don de sa collection de manuscrits et d'imprimés parmi lesquels se trouvent un exemplaire du seul incunable connu imprimé à Dijon ainsi qu'un recueil de privilèges de l'ordre cistercien daté de 1491.

## Collections
La Bibliothèque Patrimoine et Étude de Dijon conserve aujourd'hui plus de 500 000 documents patrimoniaux. Parmi eux, 60 000 sont empruntables et 2000 accessibles en libre consultation.

### Manuscrits
Cette collection compte plus de 4 000 pièces dont certaines remontent au IXe siècle. Elle comprend  notamment environ 300 manuscrits issus de l'abbaye de Cîteaux et une quarantaine provenant de l'abbaye de Saint-Bénigne de Dijon. Le fonds Baudot occupe également une part importante, puisqu'il constitue un ensemble de plus de 1 300 documents du milieu du XIXe siècle.

### Archives
La bibliothèque abrite une cinquantaine de fonds d'archives privées, dont ceux d'écrivains tel que Henri Vincenot ou encore d'ecclésiastiques comme Pierre Gras.

### Autographes
Plusieurs fonds d'autographes sont conservés dont le fonds Stephen Liégeard dans lequel on retrouve une collection d'autographes de Rossini, Georges Sand ou encore une lettre d'Alfred de Vigny adressée à Victor Hugo à la mort de sa fille. Le fonds Muteau occupe également une part majeure dans cette collection.

### Incunables
La bibliothèque possède 245 incunables en grande partie issus des confiscations révolutionnaires. Parmi eux figure le recueil des Privilèges de Cîteaux réalisé en 1491 par l'imprimeur Pierre Mettlinger à la demande de l'abbé de Cîteaux, Jean de Cirey.

### Collection iconographique
La BPE conserve entre 200 000 et 300 000 documents iconographiques : estampes, gravures, cartes et plans, affiches, photographies (y compris des plaques de verre), cartes postales, dessins, peintures, etc.
Parmi les fonds notables, on retrouve le fonds Chamblanc composé d'environ 10 000 pièces dont 6000 estampes appartenant donc à Jean-Baptiste-François Jehannin de Chamblanc, conseiller au Parlement de Dijon. Le fonds Henry Druot alimente également l'importante collection de cartes postales (environ 45 000).

### Bibliophilie contemporaine etlivres d'artistes
Cette collection comprends environ 9000 ouvrages. Elle est partagée en deux fonds : un fonds consultable uniquement sur place et un fonds empruntable dit « Mercure ». Ce dernier rassemble à la fois des livres objets, des albums poétiques ou humoristiques sous des formes diverses et variées. Parmi les pièces remarquables figurent Le Fleuve et Le Corbeau illustrés par Édouard Manet.

### Fonds ancien
Il s'agit d'approximativement 60 000 ouvrages couvrant des domaines divers (droit, religion, arts, lettres…) dont 3 700 imprimés au XVIe siècle, 10 000 au XVIIe et 25 000 au XVIIIe qui concernent ce fonds. On peut y retrouver une collection de reliures remarquables dont l'édition avec planches peintes à la main de l'Histoire naturelle de Buffon.

### Fonds contemporain
Ce sont plus de 100 000 ouvrages publiés entre 1820 et 1914 qui composent ce fonds, parmi lesquels figurent Les Voyages Pittoresques et romantiques du baron Taylor.

### Fonds d'étude
100 000 ouvrages de ce fonds sont consultables en salle pour ceux qui ont été publiés avant 1980 et empruntables pour ceux qui ont été publiés postérieurement à cette date.

### Fonds Gourmand
Depuis les années 1980, la BPE a constitué un important fonds documentaire consacré à la gastronomie, l'œnologie et aux arts culinaires. Il repose notamment sur le fonds Muteau qui regroupe plus de 1000 documents fournis ou encore le dépôt de 500 menus par Jean Bourgeois vers 1985 et enfin par l'acquisition de la collection Piat en 2011, comprenant 2 463 menus données et 3 144 achetés et qui couvre la période 1860-1940.
Ce fonds de plus de 19 000 menus est organisés en cinq volets :
- Menus relatifs à la vie politique (qui concerne surtout la IIIème République)
- Menus relatifs à la vie culturelle et associative (associations sportives, sociétés savantes…)
- Menus relatifs aux milieux socioprofessionnels (militaire, ecclésiastique, administration publique…)
- Menus relatifs au domaine du privé (baptême, mariages, anniversaires…)
- Menus relatifs aux institutions gastronomiques et vinicoles (foire gastronomique de Dijon, Confrérie des Chevaliers du Tastevin…)
- Menus ne donnant pas de contexte sur leur utilisation, non employés pour des repas mais plutôt à des fins commerciales (publicité pour les chocolats Suchard…)[13]

### Fonds Bourgogne
Il réunit les publications (documentaires ou fictions) postérieures à 1801 relatives à la Bourgogne. Ce fonds s'est structuré autour du Catalogue de la bibliothèque bourguignonne de Robert Milsand (1885), enrichi par une bibliographie publiée dans Les Annales de Bourgogne (1939-2008) et aujourd'hui disponible dans une base de données créée en 1995 : La Bibliothèque bourguignonne.

### Fonds particuliers
Il s'agit d'un ensemble de legs constitués depuis le XVIIIe siècle jusqu'à nos jours. Il mêle manuscrits, estampes, imprimés, papiers d'archives et autres sur des thématiques variées (Histoire de France, religieuse et révolutionnaire…). Le fonds Legras pour la Russie est un exemple type de fonds particuliers.

### Fonds jeunesse
Il regroupe des ouvrages relatifs à la littérature de jeunesse pour les enfants et les adolescents depuis 1960.

### Objets d'art et patrimoine matériel
La BPE conserve également un patrimoine dit « transverse » regroupant des œuvres et objets : peintures, sculptures, mobiliers, éléments architecturaux, arts décoratifs, numismatiques. Le globe et le plafond peint de la salle des devises font partie de ce patrimoine.

### Dépôt légal imprimeur
Depuis 1943, la bibliothèque est dépositaire du dépôt légal imprimeur pour la région Bourgogne. Ce fonds comprend des livres, des brochures, des périodiques (bulletins municipaux, syndicaux, paroissiaux, etc.), des tracts, des affiches, des cartes, des partitions musicales, etc. Ce sont approximativement 6000 fascicules de périodiques et 3 000 ouvrages qui arrivent tous les ans par ce biais.

## Architecture

### Porte monumentale
Aujourd’hui porte d’entrée de la salle de lecture de la BPE ; elle était autrefois l’entrée principale de la chapelle du collège jésuite des Godrans. Elle mesure 4 mètres 60 de haut sur 2 mètres 42 de large et est composée de quatre vantaux à compartiments sculptés de motifs décoratifs intégrés sous un fronton à volutes accolées. Plus haut, deux médaillons surmontent le fronton, ils sont soulignés par une guirlande de fruits. Elle est datée par un dessin-contrat d’Étienne Martellange du 18 octobre 1615 et paraphé par Pierre Dubois menuisier et sculpteur sur bois. Les vantaux de la porte sont classés Monuments Historiques au titre « objet » et la porte est inscrite Monuments Historiques au titre « immobilier »".

Collège des Godrans
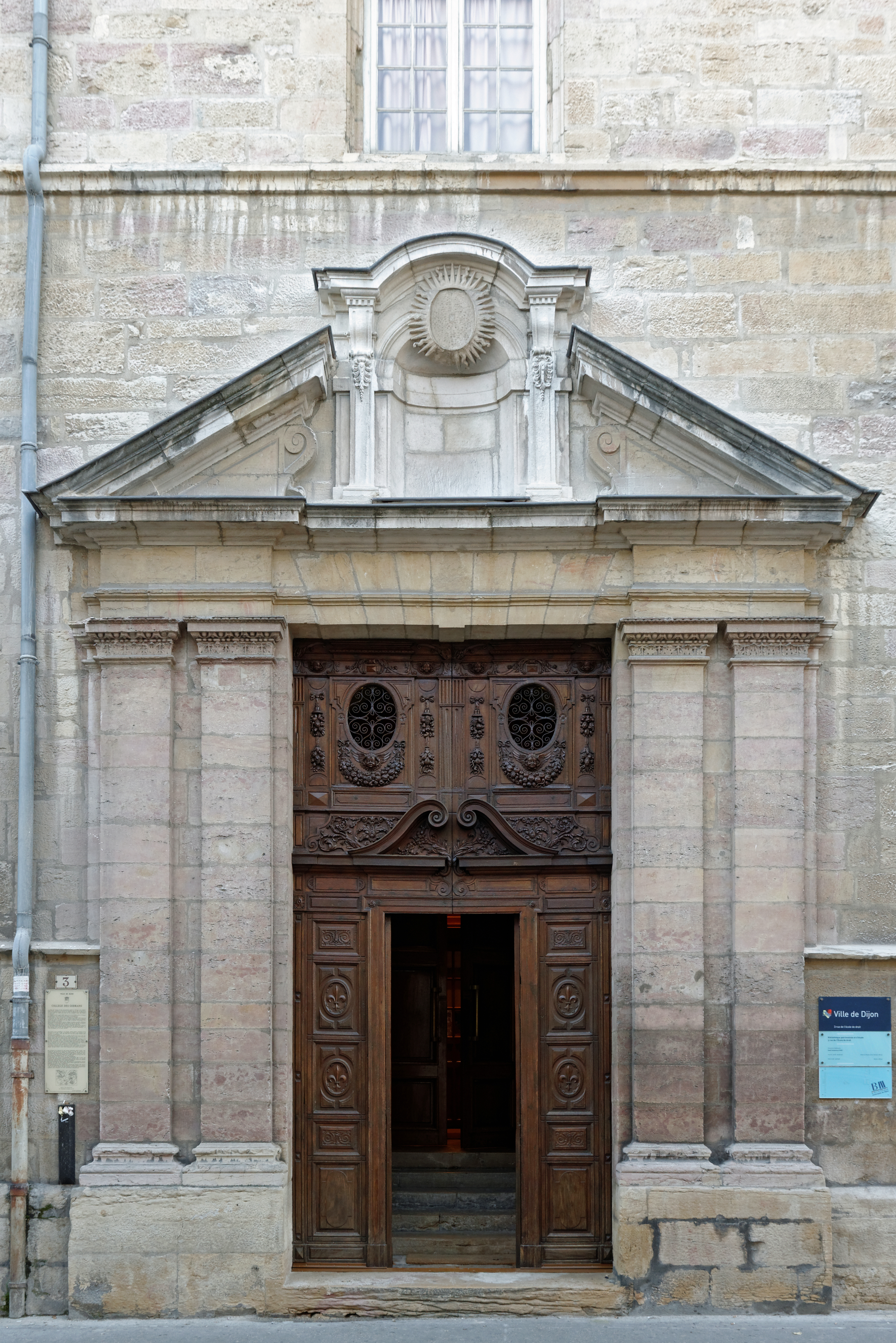
Entrée principale monumentale.
Autre vue du portail.
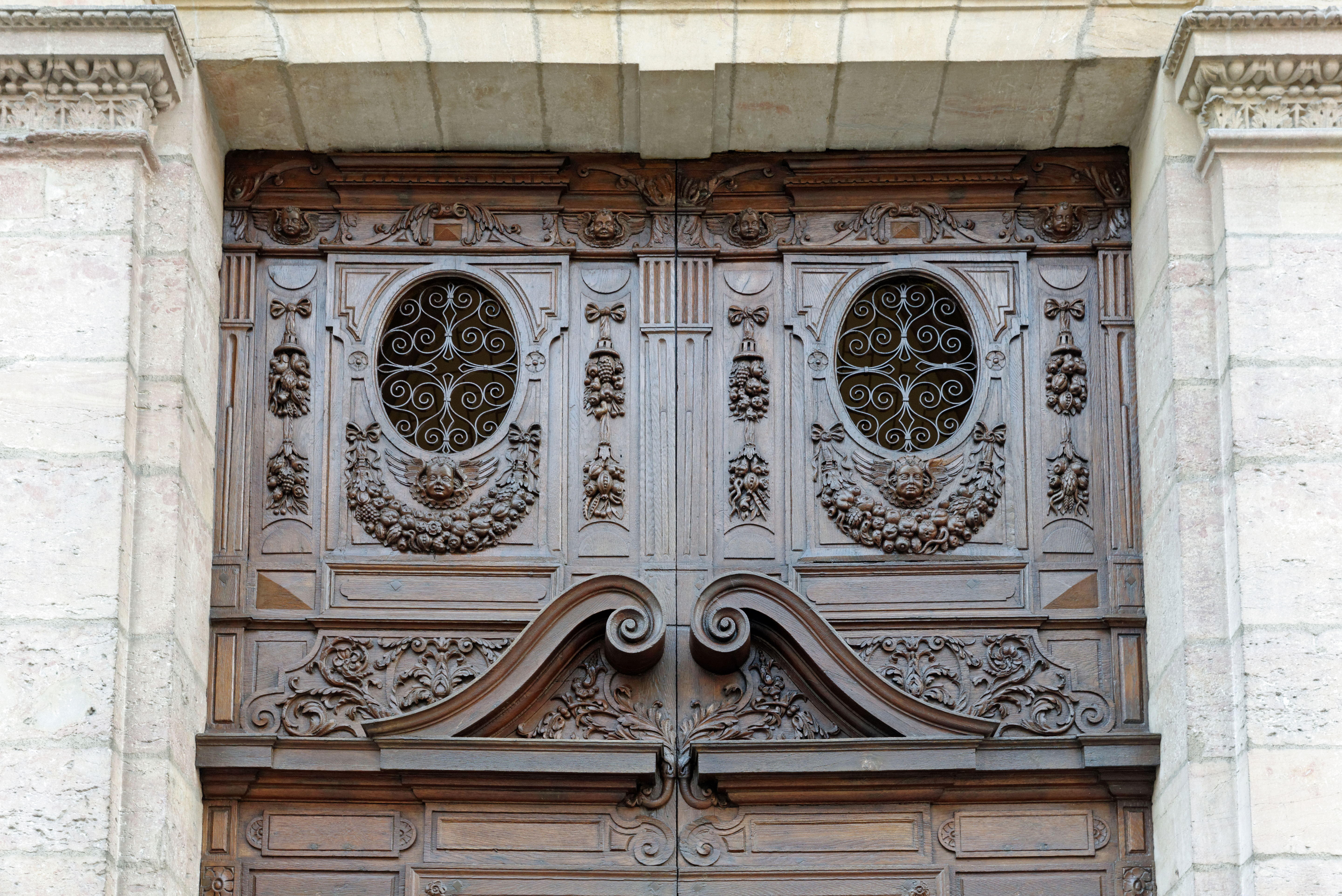
Détail du portail.
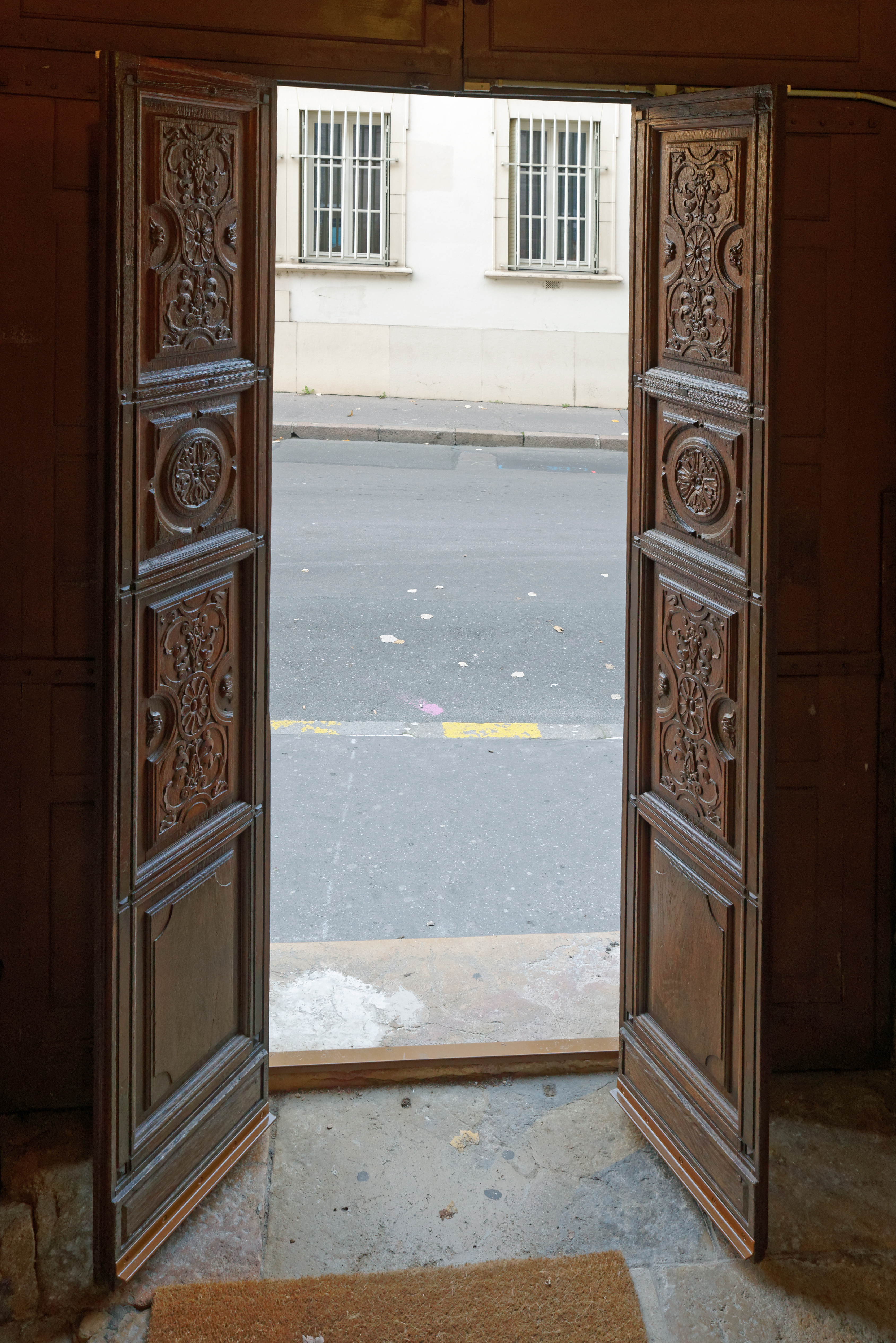
Vue de l'intérieur.

### Puits d'amour
Ce puits date de 1543, il provient d’une maison détruite en 1875 lors de l’agrandissement du Palais de justice. Il est redémonté en 1936 et a été encastré dans la cour d’honneur de l’ancien collège des jésuites à la place d'ine porte supprimée au début du XIXe siècle.

Le puits d'amour
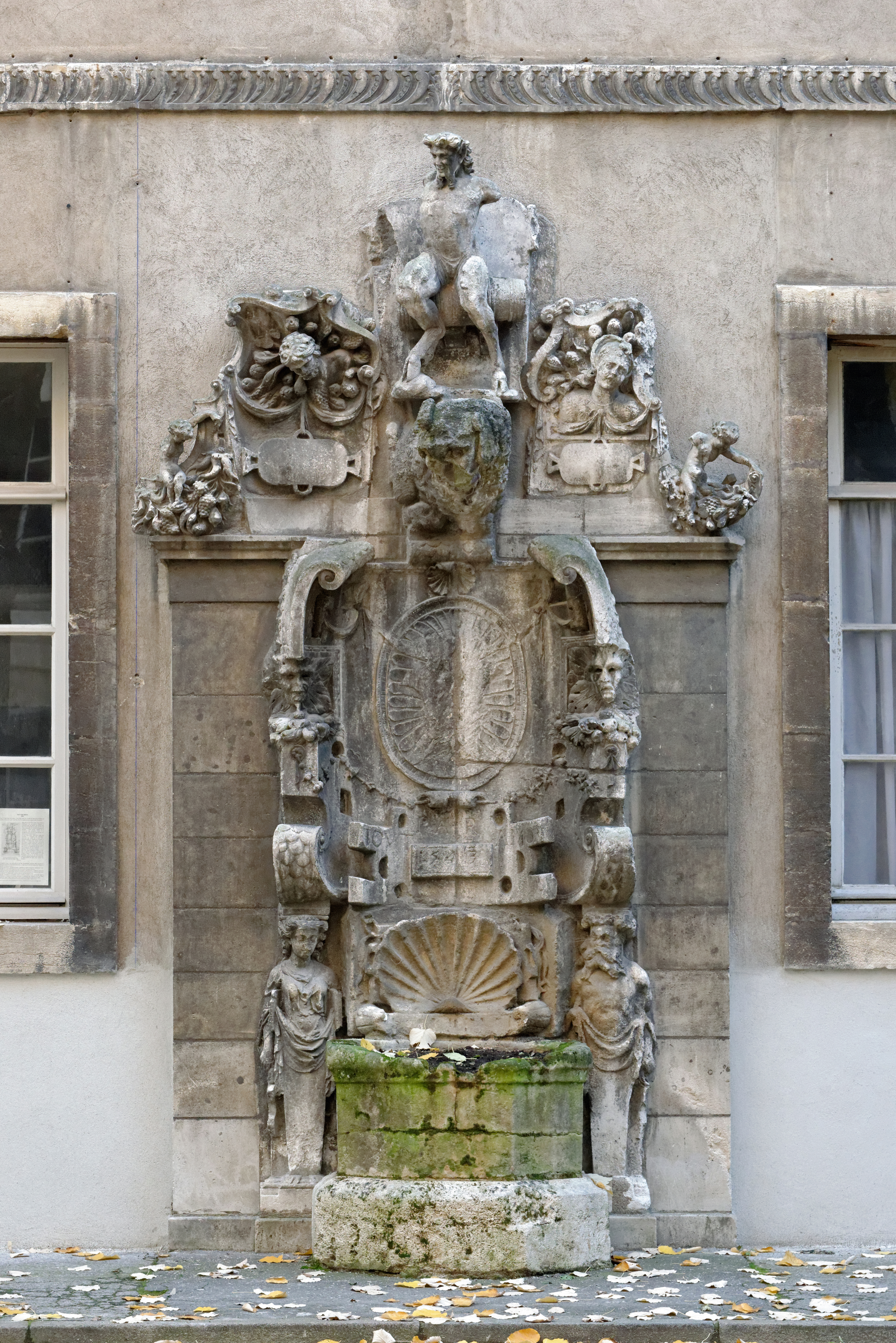
Vue d'ensemble.
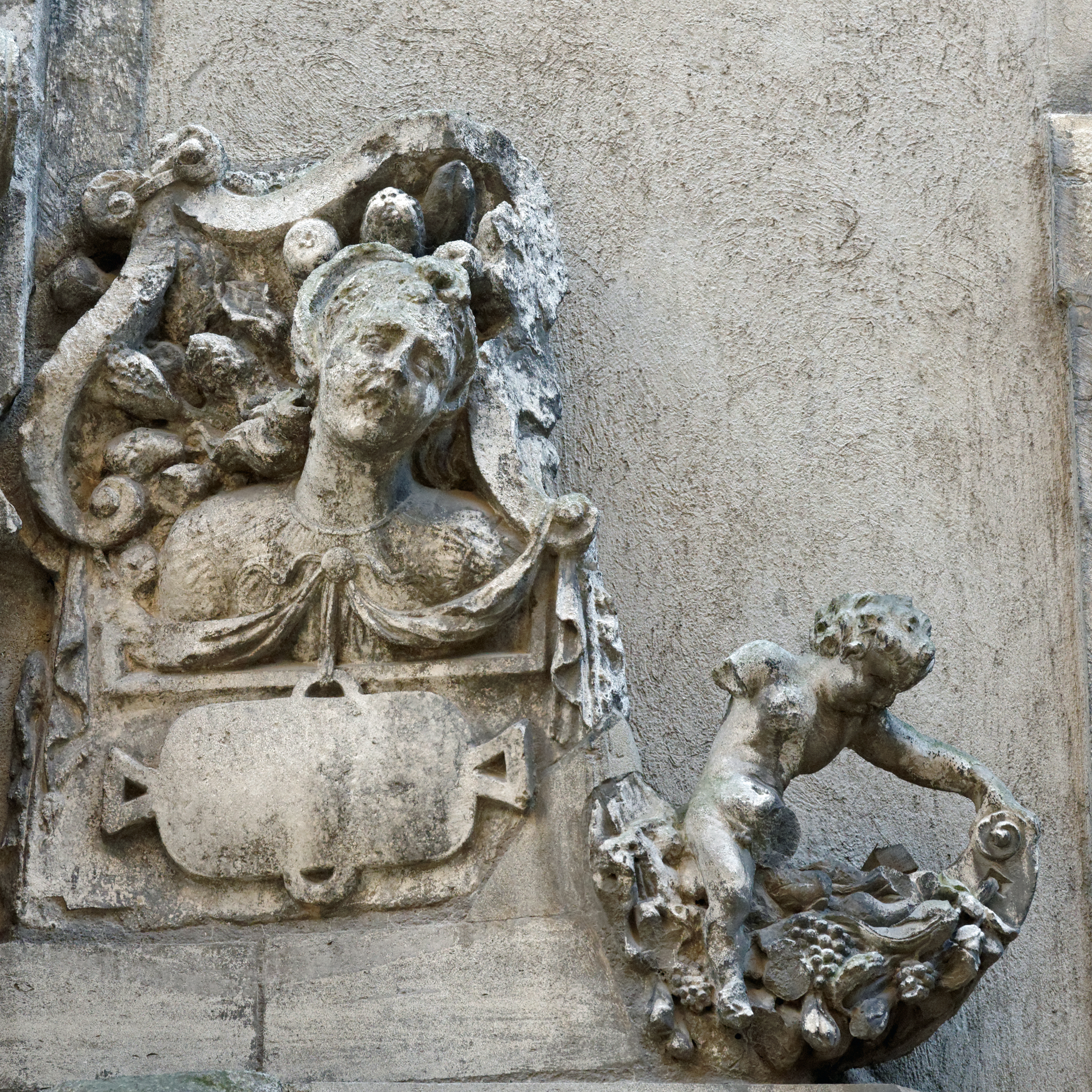
Buste représentant une femme.
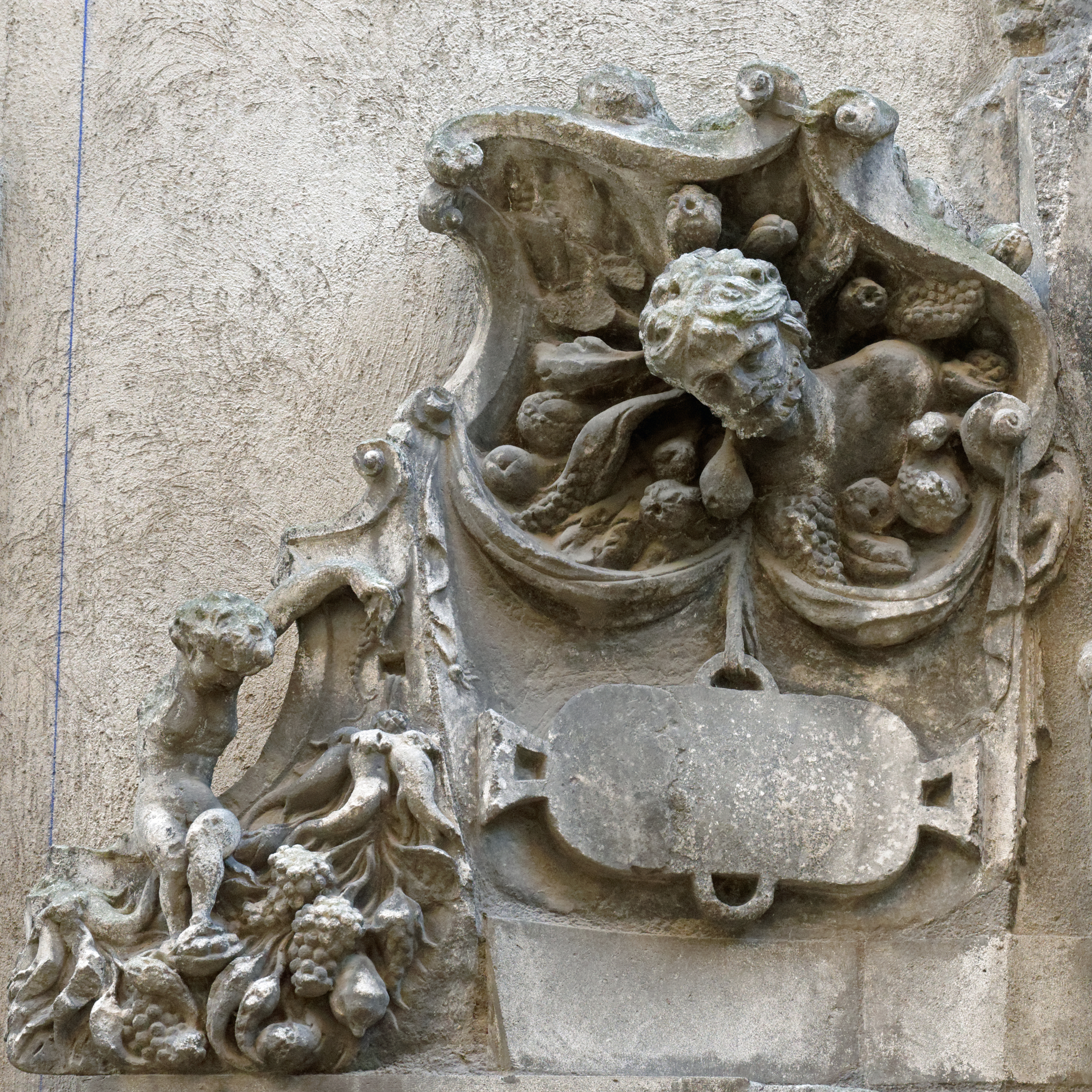
Buste représentant un homme.
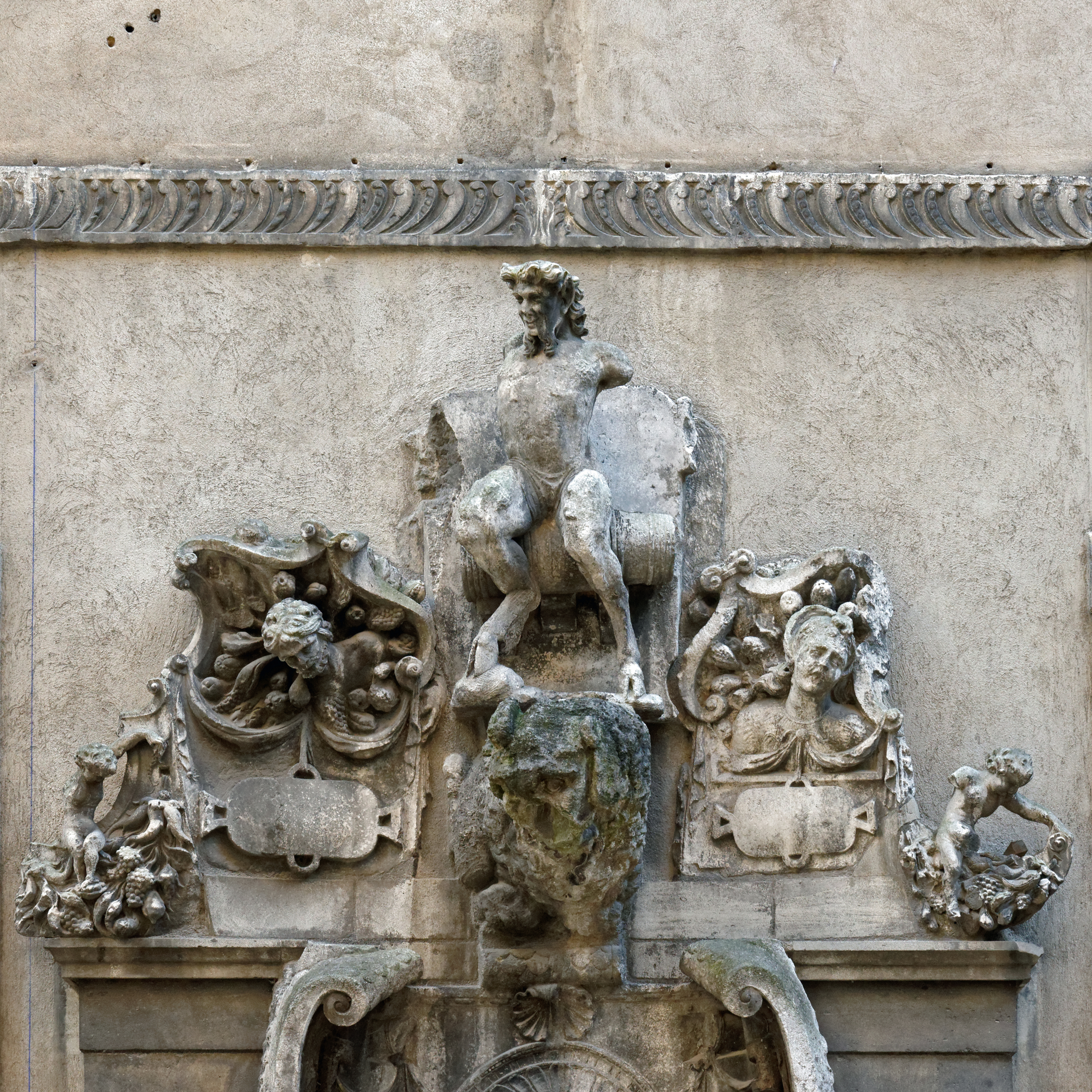
Satyre.
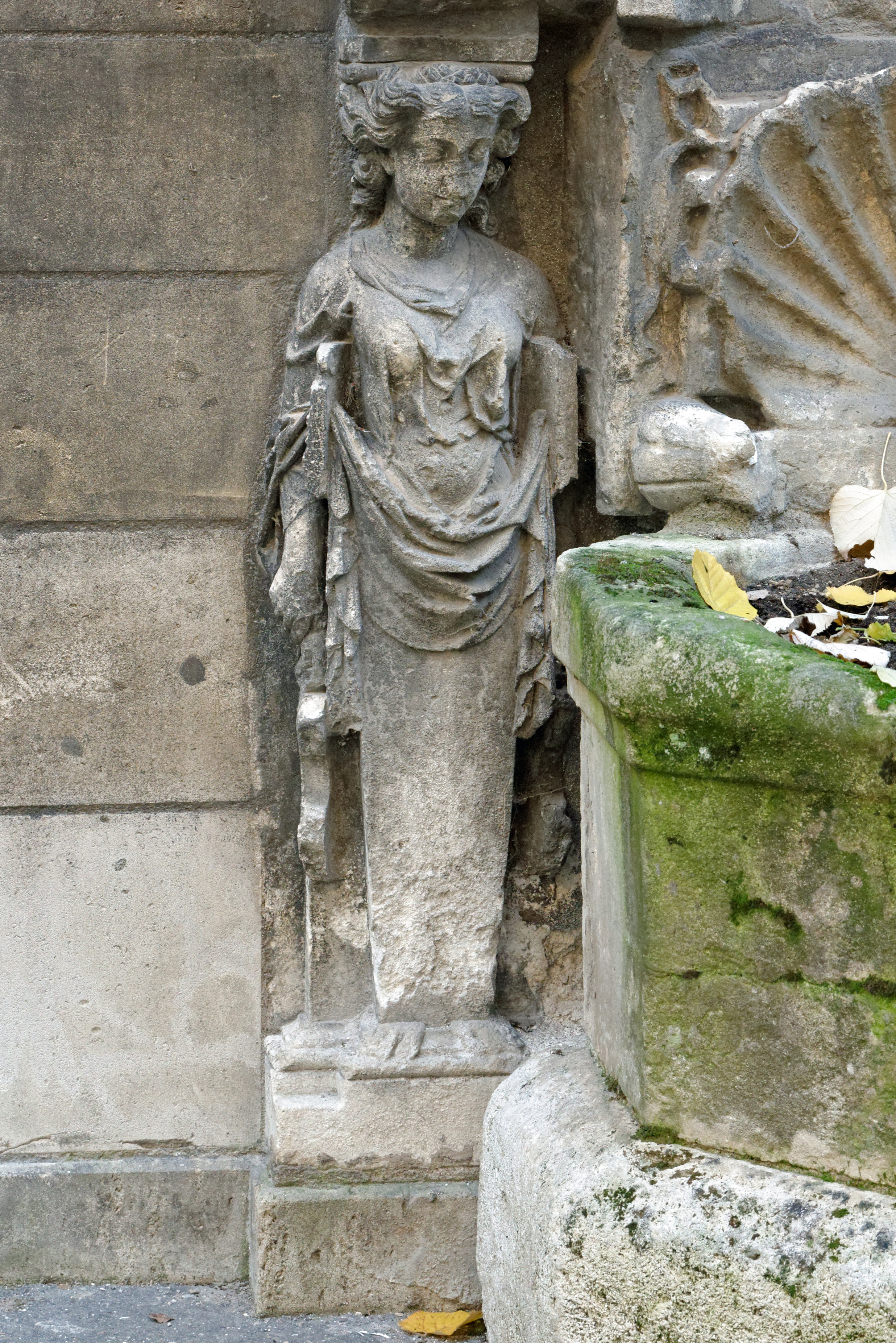
Sculpture représentant une femme.
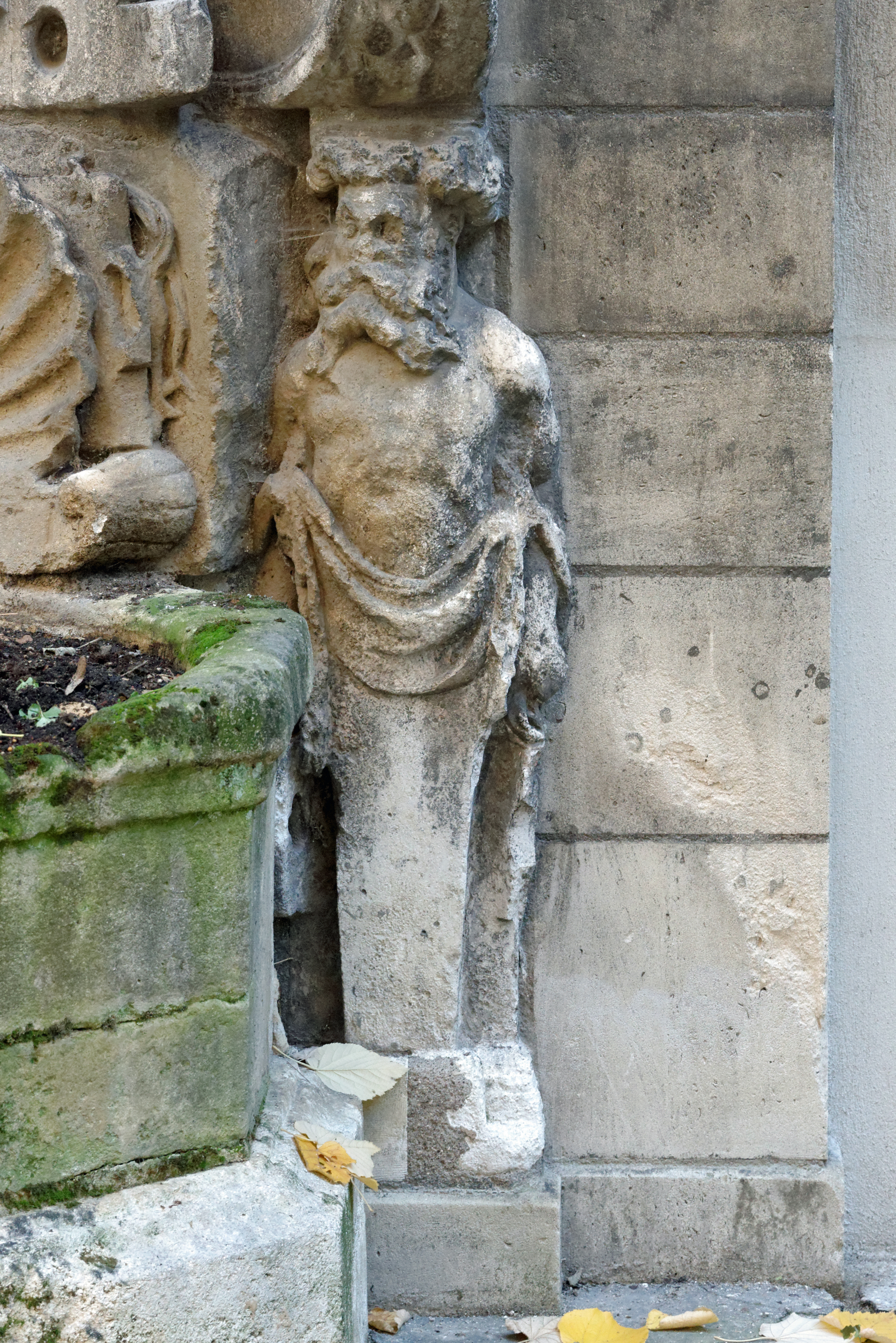
Sculpture représentant un homme.
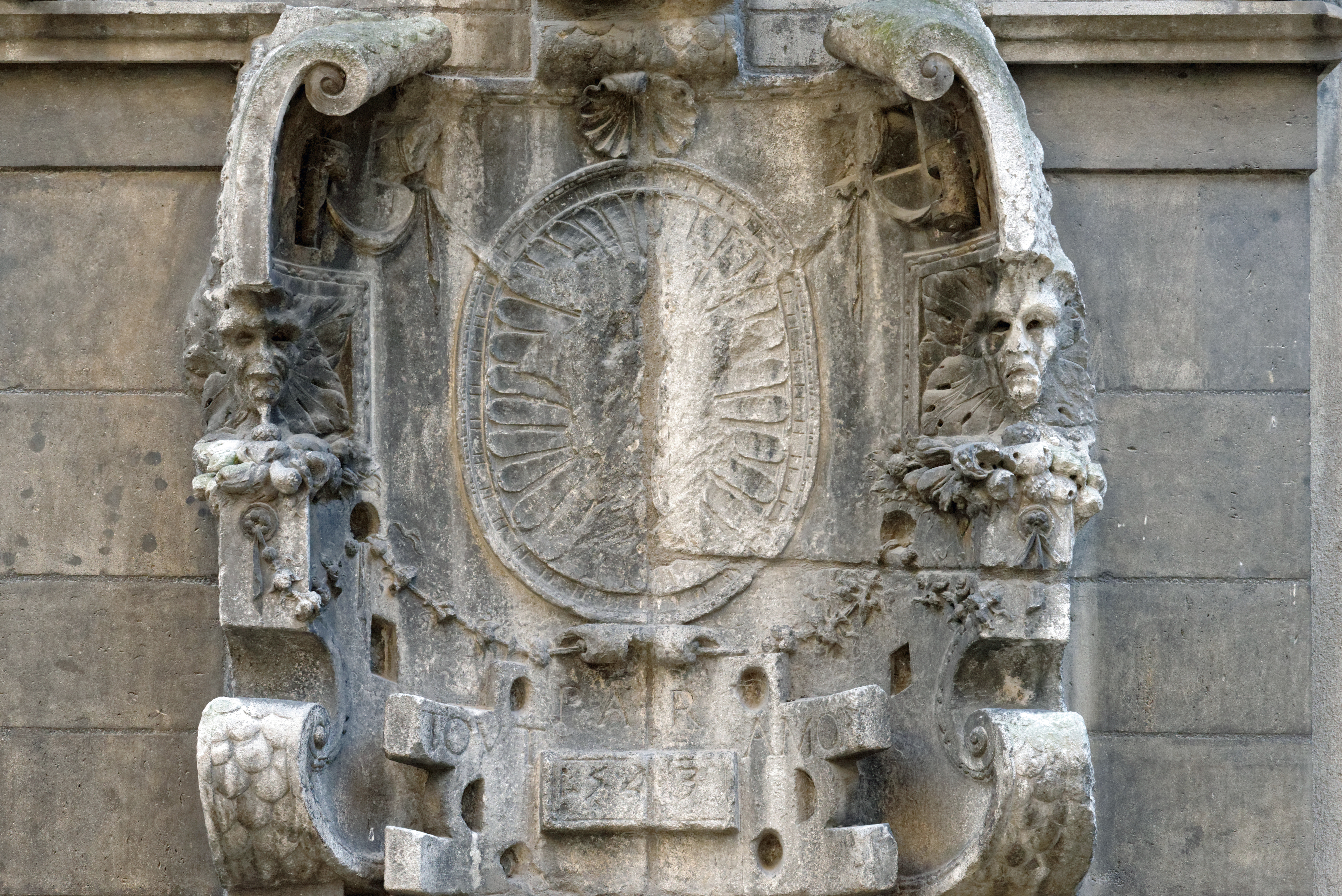
Détail de la date : 1543.

### Salles

#### Salle Boullemier
La salle aménagée au moment du rassemblement des deux bibliothèques à la fin du XVIIIe siècle à l’initiative de l’abbé Boullemier, alors bibliothécaire. Elle est conçue sur le modèle de la bibliothèque royale de Paris et est inscrite Monument Historique avec son rayonnage.  

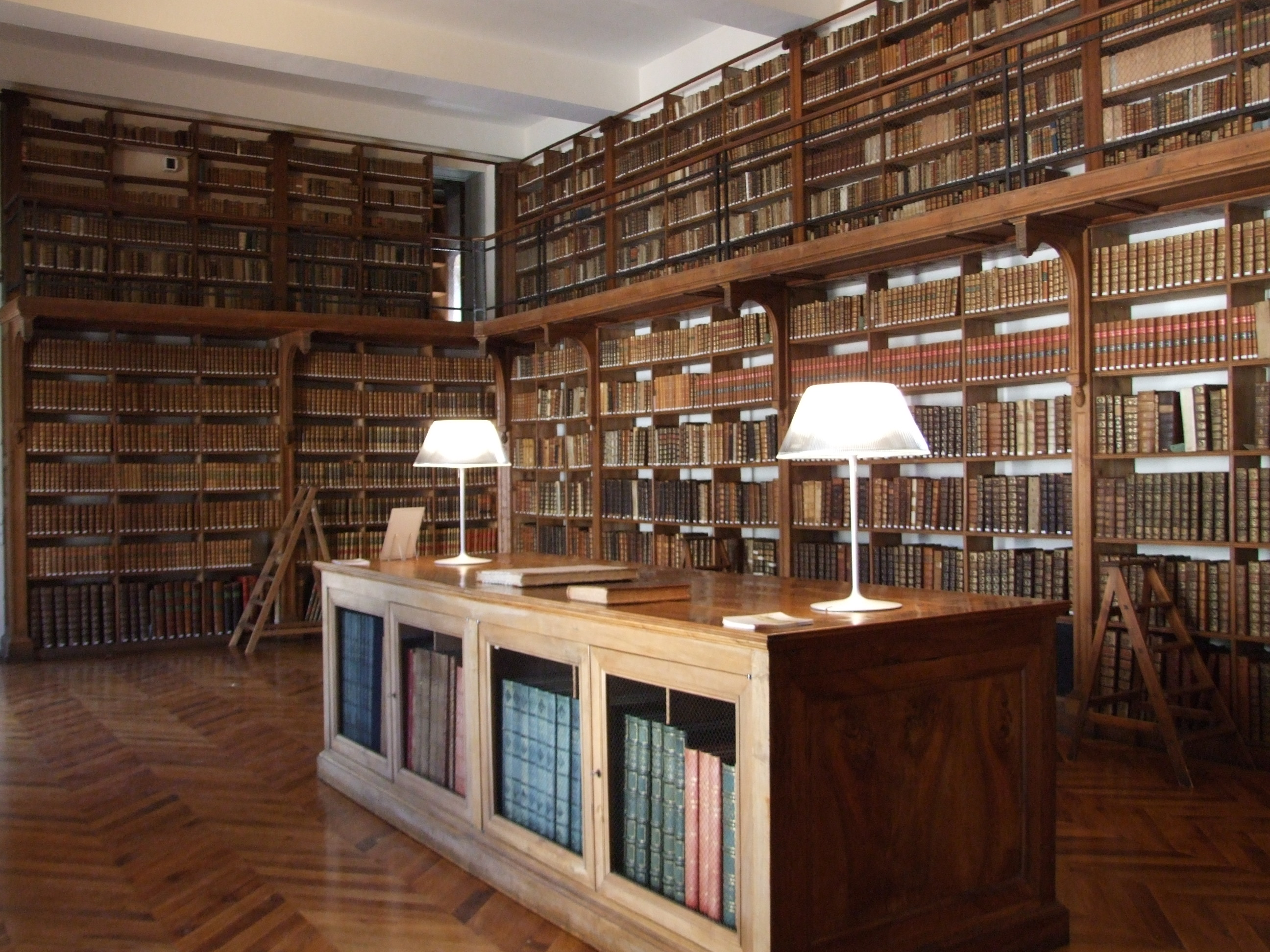
Salle Boullemier.

#### Salle des devises
La salle des devises accueillait la bibliothèque privée des jésuites. C’est une galerie de 30m de long et 4,50m de large classée Monuments Historiques au titre immobilier le 10 février 1990. Elle est construite et décorée entre 1654 et 1657 et est aménagée sous les combles du bâtiment. Sa particularité réside dans son plafond à caissons peints réalisé par les maîtres-menuisiers Claude Sambin et Michel Guillaume. Les décors honorent le fondateur et les bienfaiteurs du collège avec une représentation de leurs armes et leurs monogrammes (Bernard Martin et sa femme Anne Boulier, Odinet Godran, Louis Laisné de la Marguerie). Les décors cherchent à exalter l’œuvre éducative des Jésuites, ils s’inscrivent dans les 4 caissons latéraux de la 10e travée. On peut y apercevoir : 
- un aigle enlevant son aiglon vers le soleil (No degener : "suit le droit chemin"),

- un cerisier chargé de fruits murs (Cito masturescit et purpuram induit : "se développe vite et revêt la pourpre"),

- une main tenant une grenade entr’ouverte (corona tegit purpuram : "la couronne abrite la pourpre",

- le globe du soleil dardant ses rayons (lux totus: "toute la lumière")[16].

#### Salle du globe et du tombeau
Cette salle en forme de L s’inscrit dans la continuité de la salle Boullemier. Elle expose le globe de 194cm de diamètre du père capucin Louis Legrand, religieux au couvent de Chalon-sur-Saône. Inscrit MH rayonnage
Globe
Le globe terrestre de Louis Legrand a été réalisé vers 1740 au couvent des Capucins de Dijon. D’un diamètre de 194 cm, il s’agit du plus grand globe conservé dans les bibliothèques et musées français, à l’exception des célèbres globes de Marly.
Entièrement manuscrit, ce globe est recouvert de dessins et de peintures réalisés sur papier, découpé en fuseaux, collé sur une structure en bois, puis verni. Il a été transféré au Collège des Godrans le 9 octobre 1793. Son pendant céleste, également réalisé à l’origine, a disparu lors du déménagement depuis le couvent des Capucins.
Le globe ne peut être déplacé de sa salle actuelle : il y a été installé avant la pose des fenêtres du premier étage du bâtiment, afin de garantir son passage.
Une première restauration a été entreprise en 1975 par Michel Morel, expert des instruments scientifiques auprès des Musées nationaux. Une seconde campagne de restauration a été menée en 2013, dans le cadre de l’Appel à projets pour le patrimoine écrit.

#### Salle de lecture
L’ancienne chapelle des Jésuites de Dijon a été construite entre 1603 et 1615, puis consacrée en 1619 par l’évêque de Langres. Elle se compose d’un vaisseau central de 13 mètres de hauteur, divisé en six travées, pour une longueur totale de 32 mètres et une largeur de 7,8 mètres dans la nef.
Au rez-de-chaussée, la chapelle comprenait à l’origine dix chapelles latérales, cinq de chaque côté. Deux de ces chapelles ont été murées à l’entrée du chœur pour permettre l’installation d’un cabinet de conservation et d’une salle de manipulation. À l’étage, une tribune surplombe la nef et reprend la disposition des dix chapelles, fermées par un balcon en fer forgé datant du XVIIIe siècle.
Sur le plan architectural, les chapelles du rez-de-chaussée s’ouvrent par des arcs en plein cintre dont les clés de voûte sont ornées de têtes sculptées. L’édifice conserve également des traces de décors peints, notamment sur les voûtes des chapelles et sur les piliers séparant chaque travée, où sont encore visibles des croix de consécration.
Aujourd'hui, elle est la salle de lecture de la bibliothèque.

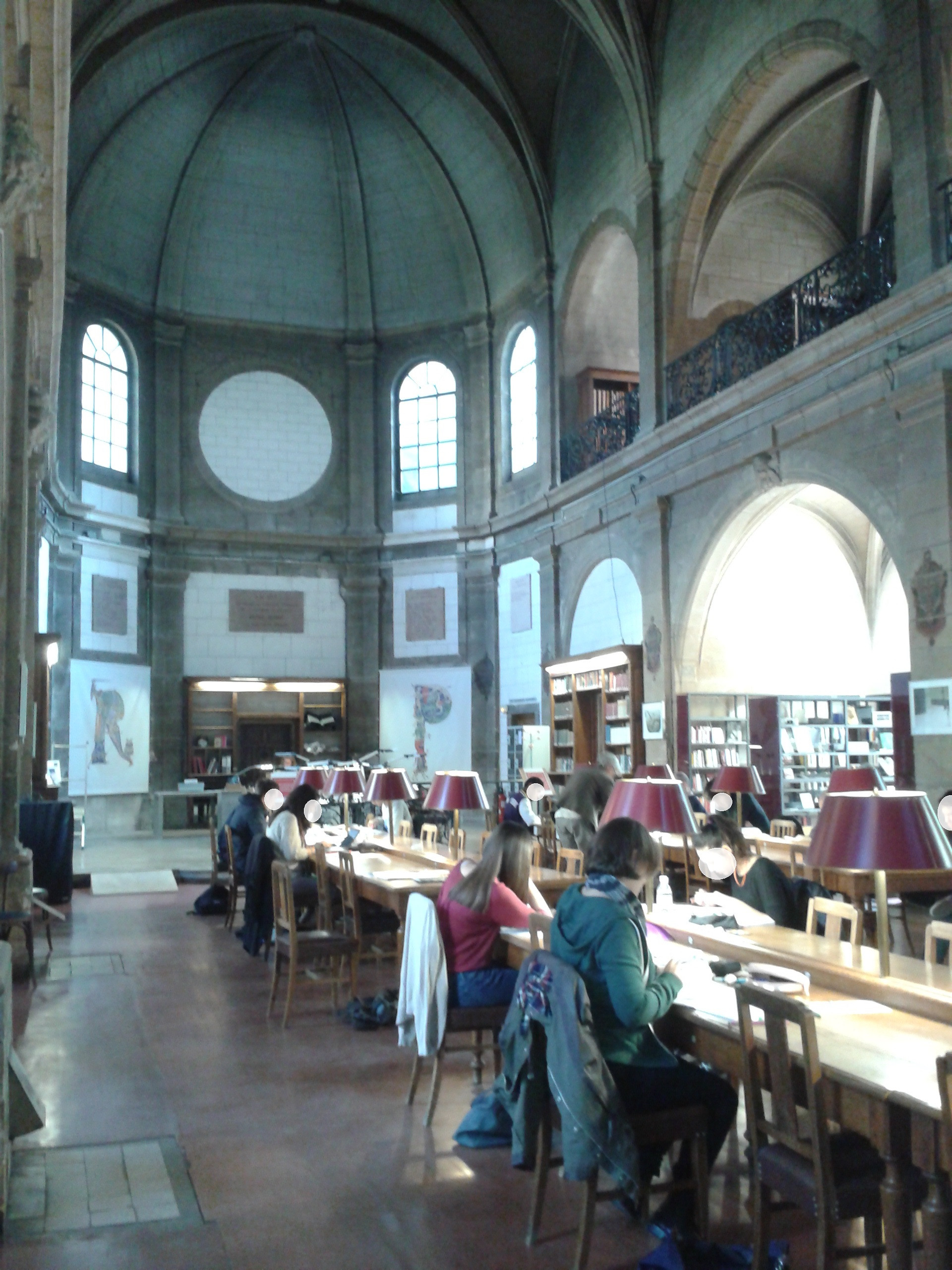
Salle de lecture.
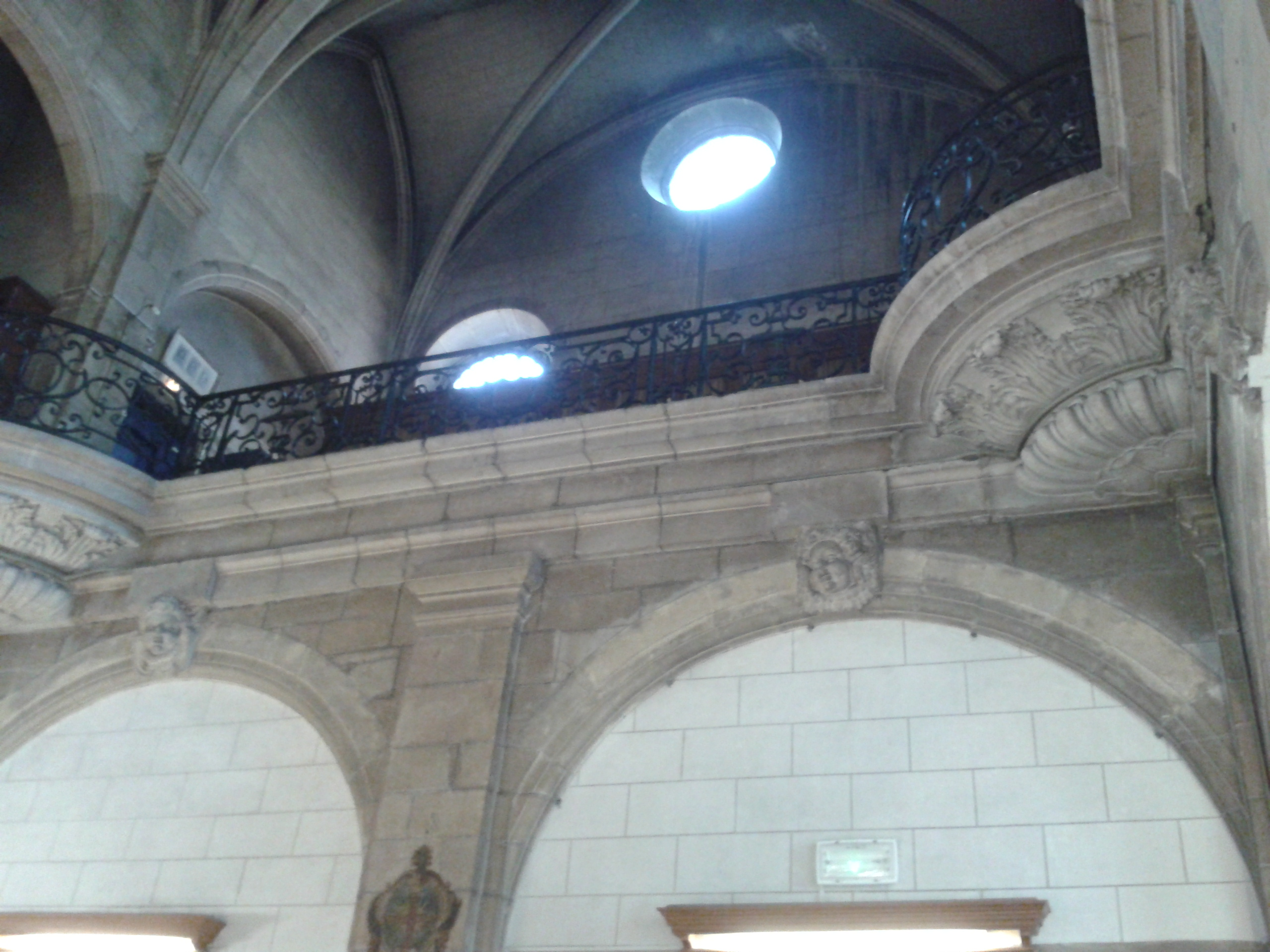
Tribune de la salle de lecture.

#### Salle des mémoires
Il s'agit de l'ancien cabinet du bibliothécaire qui servait également de salle de lecture avant 1833 située au premier étage ; elle est aujourd’hui une salle de dépôt dont le rayonnage a été aménagé vers la fin du XVIIIe siècle et le début du XIXe siècle.

## Archives et manuscrits

### Manuscrits de Citeaux
Depuis la Révolution française, la bibliothèque municipale abrite un trésor médiéval inestimable provenant de l'abbaye des moines de Cîteaux. Les ouvrages les plus importants de cette collection sont des manuscrits du premier scriptorium, datant du début du XIIe siècle. Parmi les manuscrits les plus importants figurent la Bible d'Étienne Harding, les Moralia in Job du pape Grégoire le Grand, le commentaire d'Isaïe de saint Jérôme, le bréviaire et d'autres livres liturgiques tels que l'épistolaire, l'évangéliaire, le sacramentaire, le martyrologe et le collecteur de l'abbaye.

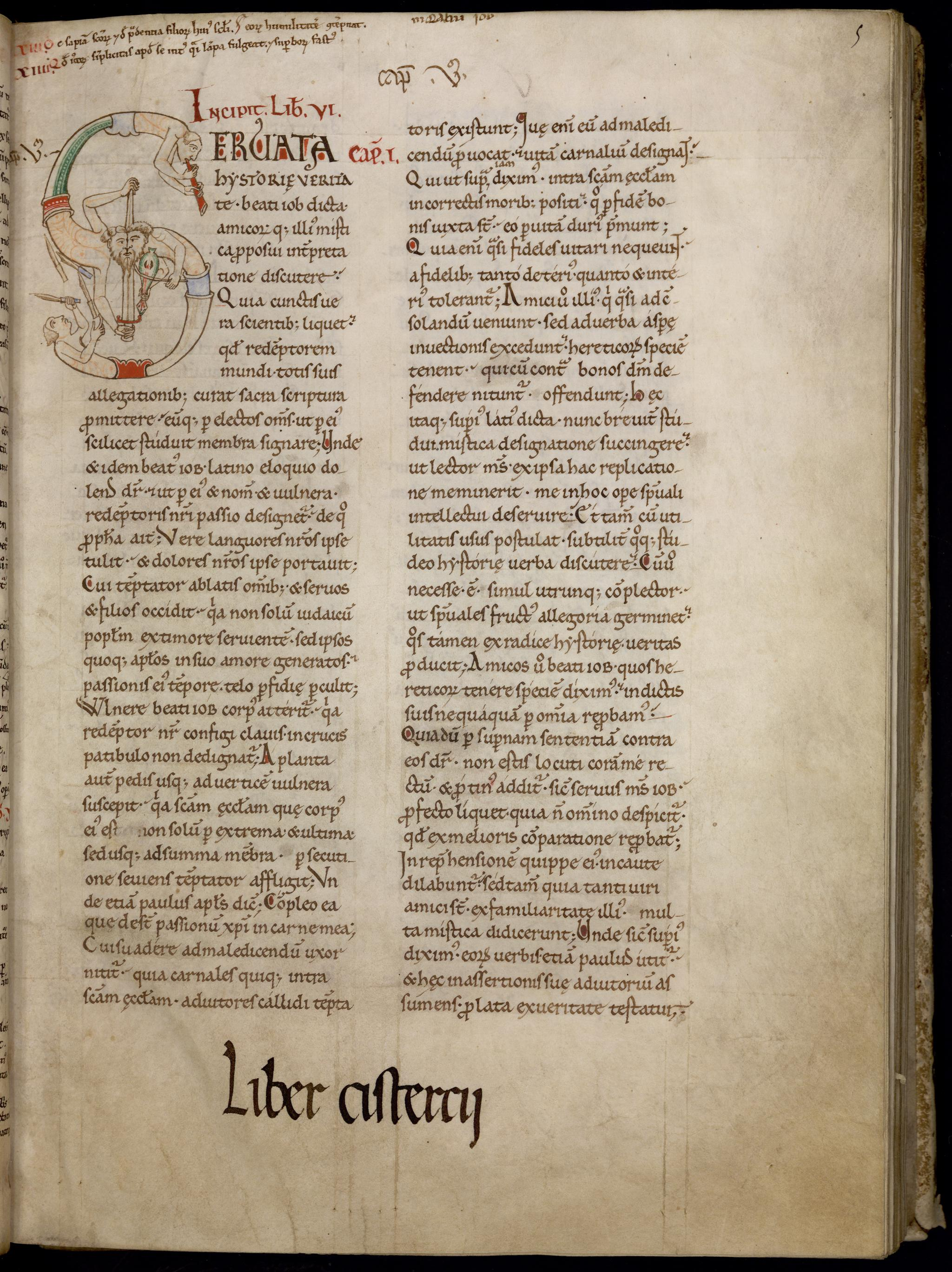
Initiale S, Morales sur Job, Saint Grégoire le Grand. Ms. 169, f. 5r
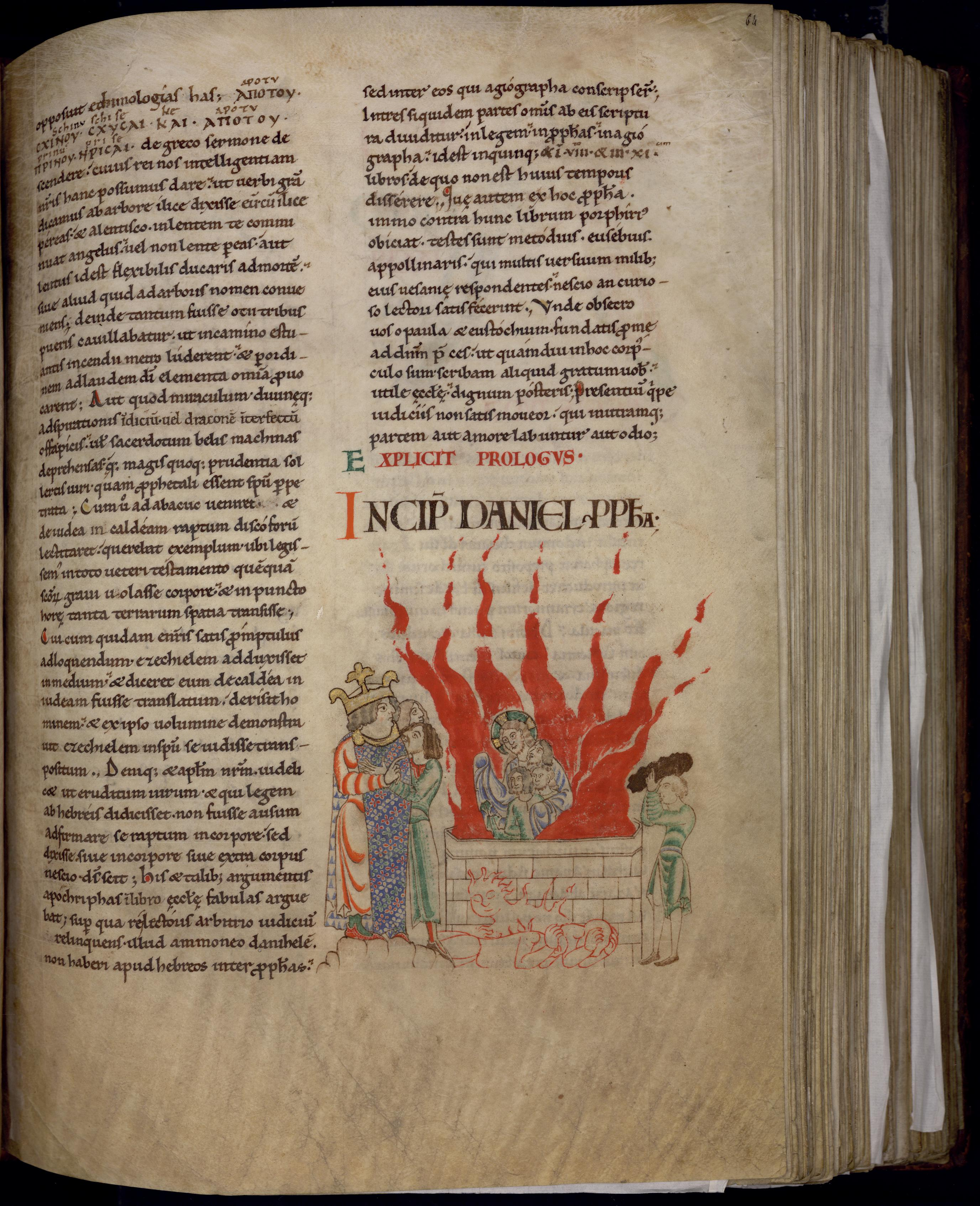
Bible d’Étienne Harding, ms. 14, incipit du livre de Daniel, f. 64 r
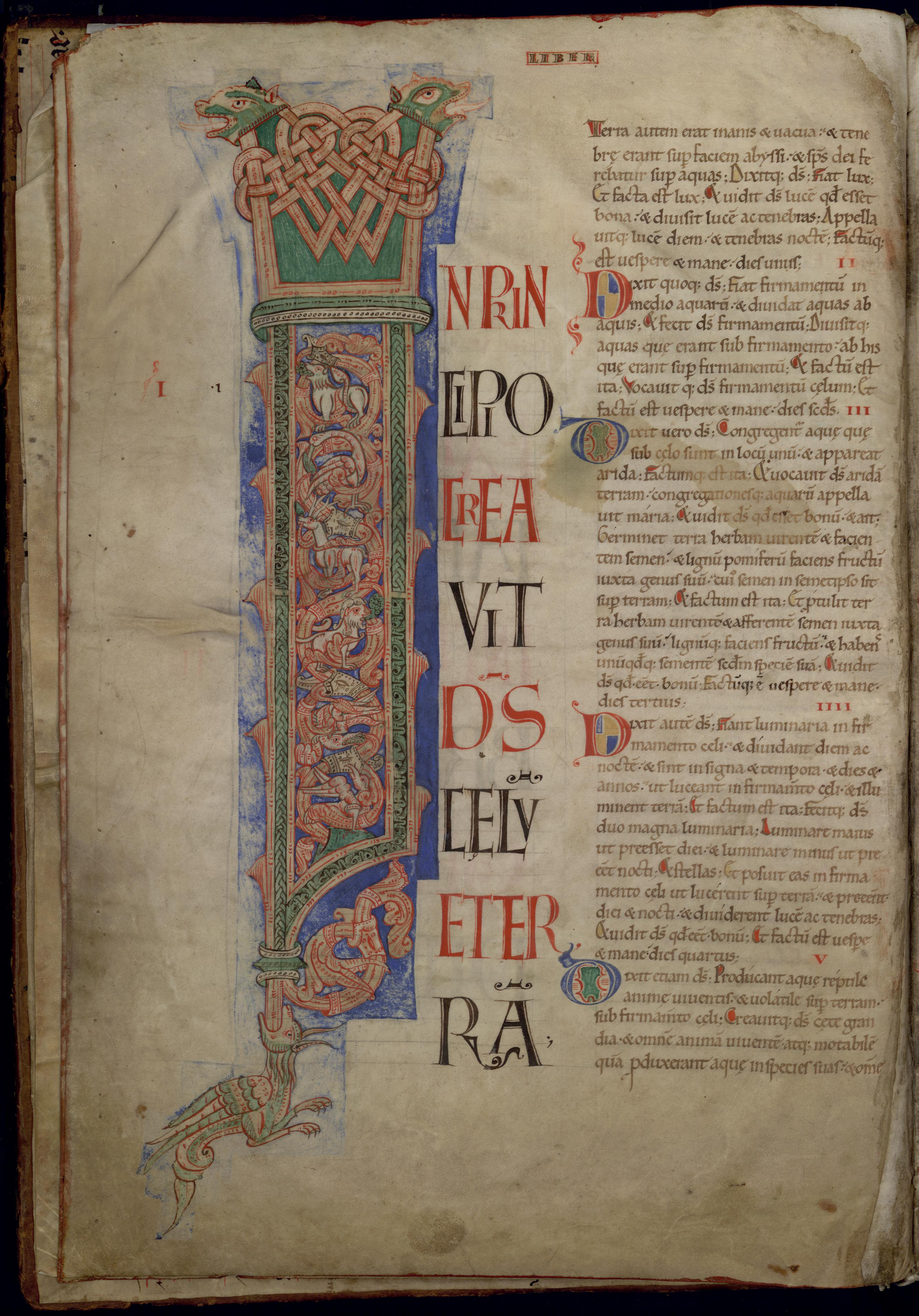
Initiale I de la Bible. Ancien Testament. Octateuque. Prologues de S. Jérôme, Ms 12, fol. 3 V

### Manuscrit del'Histoire ancienne jusqu'à César
La bibliothèque conserve également un manuscrit de l’Histoire ancienne jusqu'à César, réalisé dans le scriptorium de Saint-Jean-d'Acre entre 1260 et 1270. Cette compilation de textes relatant l’histoire du monde, de la Création à l’Empire romain, est enrichie de nombreuses miniatures. Témoignage précieux des échanges culturels au sein des États latins d’Orient, ce manuscrit illustre les interactions entre le monde arabo-musulman, le monde byzantin, les Francs établis en Orient et l’Occident.

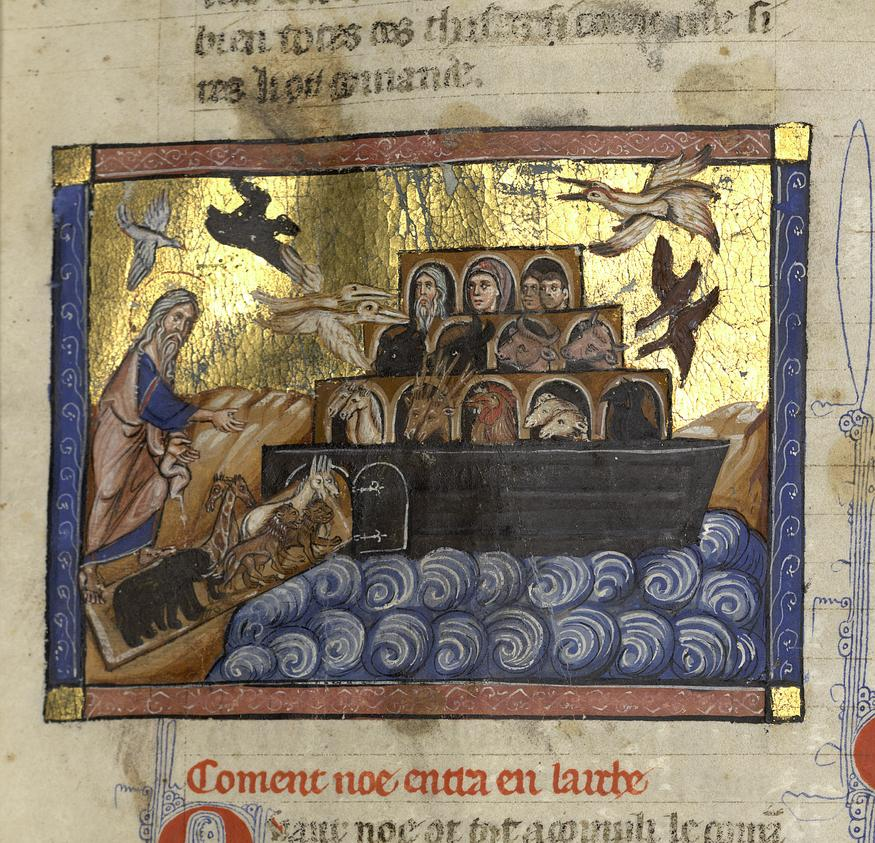
Arche de Noé (f.6)
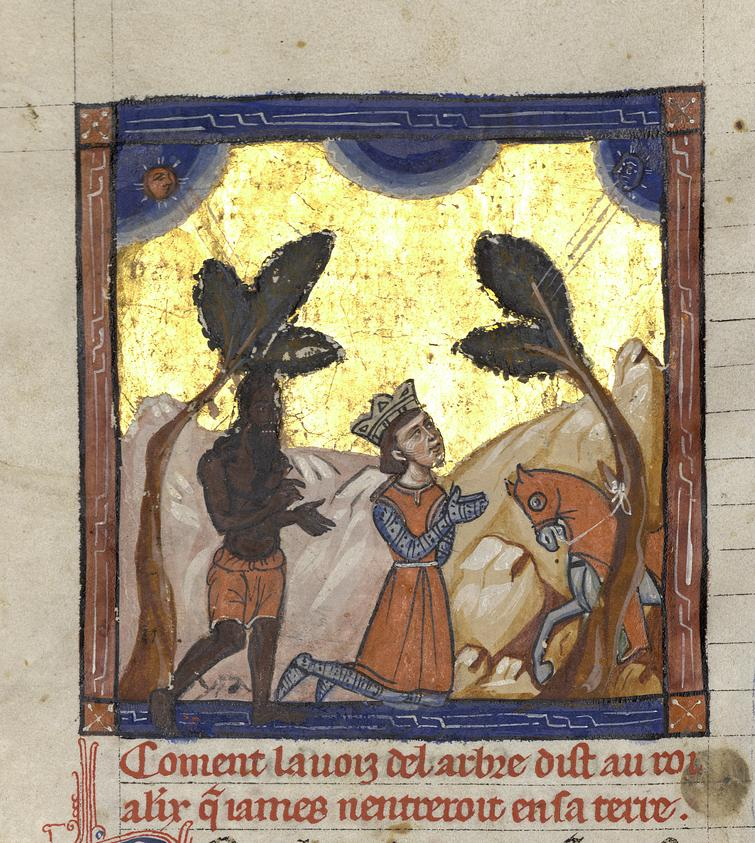
Alexandre entendant des voix (f.181v)
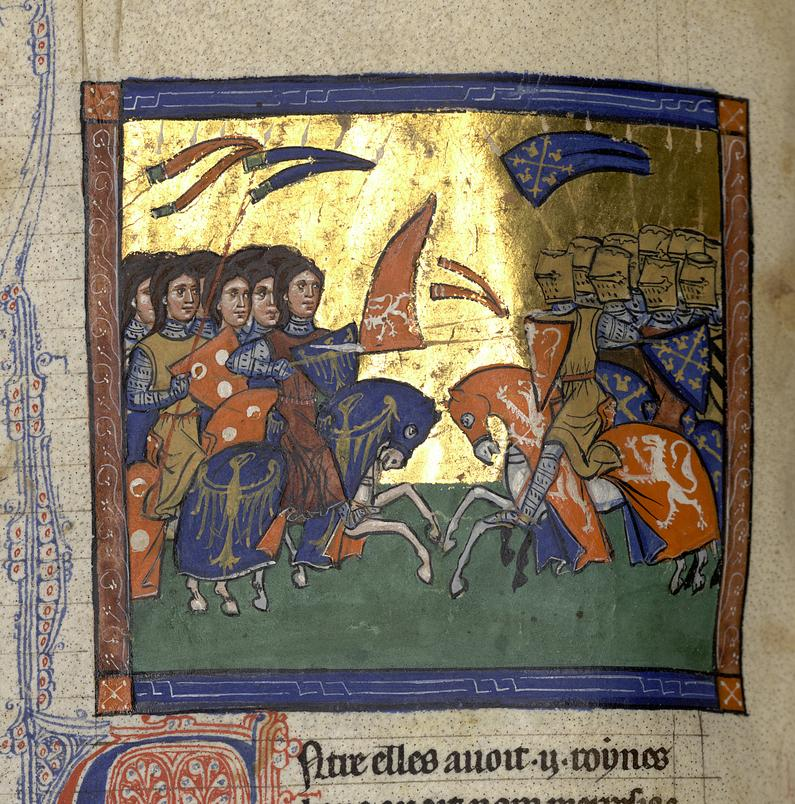
Premier combat des Amazones (f.86v)

## Directeurs de la Bibliothèque Patrimoine et Etude de Dijon
| Identité                | Période d'activité          | Fonction             |
| ----------------------- | --------------------------- | -------------------- |
| Charles Boullemier      | 1764-1803                   | Bibliothécaire       |
| Jean-Baptiste Toussaint | 1804-1848                   | Bibliothécaire       |
| Charles Oursel          | 1904-1942                   | Conservateur         |
| Pierre Gras             | 1942-1983                   | Conservateur en chef |
| Albert Poirot           | 1983- début des années 1990 | Directeur            |
| Gilles Eboli            | années 1990                 | Bibliothécaire       |
| Marie-Paule Rolin       | 2007 -                      | Directrice           |